# Virgin Pancakes
Virgin Pancakes fue una banda creada por Virginia da Cunha (voz líder), exmiembro del grupo Bandana, y su hermano Fernando da Cunha (2.ª guitarra, coros, composición, producción y dirección musical). Se fundó a principios de 2007 cuando Virginia decidió unirse a su hermano (guitarrista y productor musical) para crear una banda musical y finalizó a mediados de 2011 para dar vida a otro proyecto.

## Integrantes
- Virginia Da Cunha (Voz líder y composición autoral)
- Lucho Guglielmo (Batería)
- Fernando Da Cunha (Guitarras, programación y coros)
- Juan Huici (Bajo)
- Lukas Cerdá (Bajo)
- Andrés Carbonel (Batería)

## Tours
Iluminate Tour (Comenzando el 31 de octubre de 2008 en el Personal Fest-Buenos Aires, Argentina).
Warped Tour (Estados Unidos 2009)

## Versiones
- Human Nature (Madonna) - 2007
- I Want It That Way (Backstreet Boys) - 2007
- Umbrella (Rihanna) - 2007
- For Fiona (No Use for a Name) - 2007
- Paparazzi (Lady Gaga) - 2010

## Discografía
- Iluminate (2008) (VPK Records)

## Videoclips
- Sincronicidad (2007)
- Verano (2008)
- Canción de Avión (2009)